# Rainbach (Klausbach)
Der Rainbach ist ein kleiner Gebirgsbach der Gutensteiner Alpen im Gemeindegebiet von Rohr im Gebirge in der Schneebergregion in Niederösterreich.

## Lauf und Landschaft
Der Rainbach entspringt am Unterberg (1342 m ü. A.) unterhalb von Maria Einsiedl beim Unterberg-Schutzhaus, einer südseitigen Passlage (1178 m ü. A.) in das Piestingtal auf etwa 1070 m ü. A.
Nördlich wird das Tal durch den wenig profilierten voralpinen Kamm Unterberg–Jochart begrenzt, südlich vom Kamm zum Furtnerberg (1090 m ü. A.).
Der Bach rinnt durch den Miragraben westwärts und erreicht eine Talweitung, in der sich die Häuser Rainbach erstrecken. Hier münden von rechts beim Grieshof (ehemaliges Gasthaus) der Gscheidgraben vom Griesler Gscheid, einem Übergang in das Kleinzeller Gütenbachtal nördlich, und der Ochsengraben und Hausgraben vom Kleinzeller Fels (1061 m ü. A.).
Dann verengt sich das Tal zwischen Furtnerberg und Sonnstein (1124 m ü. A.) und geht südwärts. Beim Klauswirt in der Ortslage Klausbach vereinigt sich der Rainbach nach etwa 6½ Kilometern Lauf auf 706 m ü. A. von rechts mit dem südlichen Parallelbach Fuchsgraben (von der Haselrast) zum Klausbach, der dann in Rohr im Gebirge dem Zellenbach und in Folge der Schwarza zugeht.

## Kultur und Sehenswürdigkeiten
Das Tal ist sehr abgelegen, doch verlief hier ein alter Pilgerweg nach Mariazell, über Pernitz – Muggendorf, den Piestingtaler Myrabach (Mirabach, mit seinen Wasserfällen) hinauf zur Kapelle Maria Einsiedl und den Rohrer Miragraben wieder hinab. Dass die Täler oder Bäche auf beiden Seiten des Passes gleich heißen, findet sich in den Alpen öfter.
Im oberen Miragraben liegt im Gutensteiner Kalk die (Rohrer) Miralucke (auch Griestalmira, Katasternummer 1867/9), eine kleine, 5 m lange Höhle (auch diese nicht mit der Pernitzer Miralucke zu verwechseln). Andere Höhlen hier – etwas bachabwärts – sind die Wasserfallkluft (1867/20) und die Miragrabenhöhle (1867/152), und einige weitere.
Am Unterlauf beim Klauswirt befinden sich Fischteiche.